# Mölnorträsk
Mölnorträsk är en insjö på Fårö, Gotland, en kilometer norr om Fårö kyrka, som ingår i Gothemån-Snoderåns kustområde. Sjön har en area på 0,407 kvadratkilometer och ligger 4 meter över havet.
Strax söder om sjön ligger Mölnor gård, en välbevarad gotlandgård från 1700-talet.
Mölnorträsk är grund och näringsrik och starkt påverkad av igenväxning. Sjön är en populär fågelsjö, där bland annat skäggdopping, brunand, knölsvan, rörsångare, trana, brushane och rördrom häckar. Sedan 1970-talet har även trastsångaren regelbundet häckat här. Vid provfiske har bland annat abborre, gers, mört och sarv fångats i sjön.

## Delavrinningsområde
Mölnorträsk ingår i delavrinningsområde (642905-169830) som SMHI kallar för Rinner till Kyrkviken. Delavrinningsområdets medelhöjd är 7 meter över havet och ytan är 23,21 kvadratkilometer. Det finns inga delavrinningsområden uppströms utan avrinningsområdet är högsta punkten. Delavrinningsområdets utflöde mynnar i havet, utan att ha någon enskild mynningsplats.

## Fisk
Vid provfiske har följande fisk fångats i sjön:
- Abborre
- Gärs
- Mört
- Sarv
- Sutare